# Honda That’s
Der Honda That’s ist ein Kleinstwagen des japanischen Automobilherstellers Honda. Er wurde von 2002 bis 2007 ausschließlich für den japanischen Markt produziert. 
Der That’s zählt zu der in Japan steuerbegünstigten Klasse der Kei-Cars, für die Hubraum- und Größenbeschränkungen gelten. Der Van-artige Fünftürer orientierte sich optisch an dem erfolgreichen Toyota bB/Daihatsu Materia. Er basiert auf der Plattform des Honda Life der dritten Generation und wurde mit Front- oder Allradantrieb angeboten. Den 656 cm³ großen Reihendreizylinder gab es bis März 2006 auch als Turbo-Version. Die Kraftübertragung erfolgt bei allen Versionen über eine Dreigangautomatik. 
Der That’s wurde ab dem Februar 2002 verkauft und erhielt im März 2006 ein leichtes Facelift. 2007 erschien das Nachfolgemodell Honda Zest.

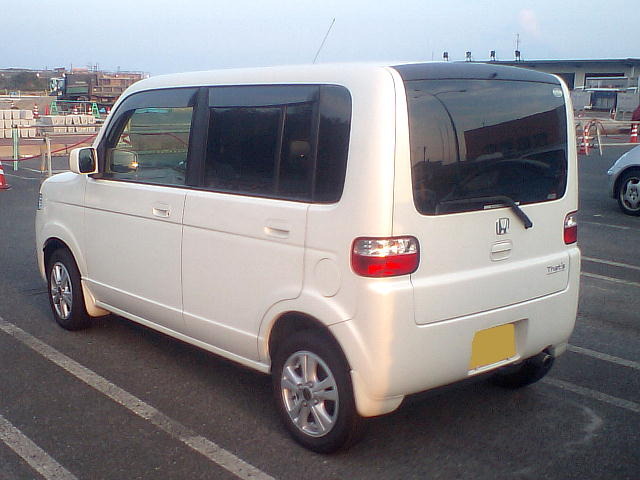
Heckansicht